# Лина Кудозович
Лина Кудозович (на словенски: Lina Kuduzović) е словенска певица, която изпълнява словенската песен на детската „Евровизия“ от 2015 година в София, България, и с това заема за страната си трето място.
Става известна в родината си през 2010 година, когато става най-младият победител на „Словения търси талант“ на седемгодишна възраст. Година по-късно издава първия си албум със специално написани песни, както и няколко аранжимента на музикални бестселъри, интерпретирани от нея. След няколко години живеене в Швейцария и получаване на музикални знания Лина се включва в „Die grössten Schweizer Talente“ (Швейцария търси талант). Появата ѝ спечелва членовете на журито и така стига до финал.
Лина съзнава, че обича да пише песни също толкова, колкото и да ги изпява. Нейните първи композиции били предназначени за домашно изпълнение, докато не се присъединява към дуото словенски изпълнители от „Евровизия 2015“ „за големи“ „Maraaya“, за да създаде първата си „истинска“ песен под името „Prva ljubezen“ (Първа любов). Професионалното жури на словенската селекция „Mini EMA 2015“ избира песента ѝ да участва на финал, където впоследствие телевизионните зрители я избират.
„Моето вдъхновение идва от преживявания; всъщност, аз пиша това, което усещам със сърцето си и виждам в ежедневието“, казва Лина. Тя също така е удивена от подкрепата, която непрестанно получава. „Благодарна съм на всички, които ме подкрепят и ми изпращат добри послания, особено на тези, които ще гласуват за мен. Това означава много за мен и имам намерение да се запозная с нови хора и да се забавлявам с тях на детския песенен конкурс „Евровизия“.“